# Diecezja Yingkou
Diecezja Yingkou (łac. Dioecesis Imcheuvensis, chiń. 天主教营口教区) – rzymskokatolicka diecezja ze stolicą w Yingkou w prowincji Liaoning, w Chińskiej Republice Ludowej. Biskupstwo jest sufraganią archidiecezji Shenyang.

## Historia
14 lipca 1949 papież Pius XII bullą Ne Sacri Pastores erygował diecezję Yingkou. Dotychczas wierni z tych terenów należeli do archidiecezji Shenyang. Misje w diecezji papież powierzył Zgromadzeniu Misji Zagranicznych w Paryżu.
Od zwycięstwa komunistów w chińskiej wojnie domowej w 1949 diecezja, podobnie jak cały prześladowany Kościół katolicki w Chinach, nie może normalnie działać. Biskup Yingkou Francuz André-Jean Vérineux MEP został wydalony z kraju. Następnie przez długie lata pracował na Tajwanie, jednak tytuł biskupa Yingkou zachował aż do śmierci. Komunistyczny rząd chiński scalił z archidiecezją Shenyang 3 sąsiednie diecezje, w tym diecezję Yingkou, tworząc jedną strukturę kościelną w prowincji Liaoning w randzie diecezji. Stolica Apostolska nie uznała tej decyzji.

## Biskupi Yingkou
- André-Jean Vérineux MEP[4] (1949 - 1983) po wygnaniu z kraju de facto nie posiadał władzy w diecezji; w latach 1952 - 1973 administrator apostolski diecezji Hualian na Tajwanie
- sede vacante (1983 - nadal) (być może urząd sprawował biskup(i) Kościoła podziemnego)